# شاهد 278
شاهد 278 هي مروحية خفيفة إيرانية الصنع والتصميم والتي تنتمي لعائلة مروحيات شاهد الإيرانية تُستَخدَم لتنفيذ مهام دورية واستطلاعية ونقل القادة العسكريين، ومن الممكن تثبيت أنواع مختلفة من الصواريخ والمدافع الرشاشة على هذه المروحية.

## الصنع والتصميم
بدأ مشروع مروحيات شاهد في عام 1999م بصُنع مروحية شاهد 278 من قبل مركز بحوث الصناعات الجوية التابع لمنظمة جهاد الاكتفاء الذاتي في القوة الجوية بحرس الثورة.

## الخصائص
تُستَخدَم في المهمات المدنية مثل تنفيذ مهمات دورية واستطلاعية ونقل القادة العسكريين، وتحديد الانواء الجوية واجراء عمليات تدريب الطيارين العسكريين والتجاريين، ومراقبة حركة المرور في المدن، وتنفيذ عمليات الإسعاف الجوي وحمل الجرحى واجراء دوريات في مجال حماية البيئة ومراقبة انابيب النفط والغاز والكهرباء، ومن الممكن تثبيت أنواع مختلفة من الصواريخ والمدافع الرشاشة على هذه المروحية.
| المُستَخدِم       | الجيش الإيراني- الحرس الثوري الإيراني     |
| الشركة المصنعة | HESA                                      |
| المهام         | عسكرية وغير عسكرية                        |
| التسليح        | انواع مختلفة من الصواريخ والمدافع الرشاشة |